# إيرين تسو
إيرين تسو (بالإنجليزية: Irene Tsu)‏ هي ممثلة أمريكية، ولدت في 4 نوفمبر 1944 بشانغهاي في الصين.

## وصلات خارجية
- إيرين تسو على موقع IMDb (الإنجليزية)
- إيرين تسو على موقع ميوزك برينز (الإنجليزية)
- إيرين تسو على موقع قاعدة بيانات الفيلم (الإنجليزية)